# Инфракрасный спектрометр

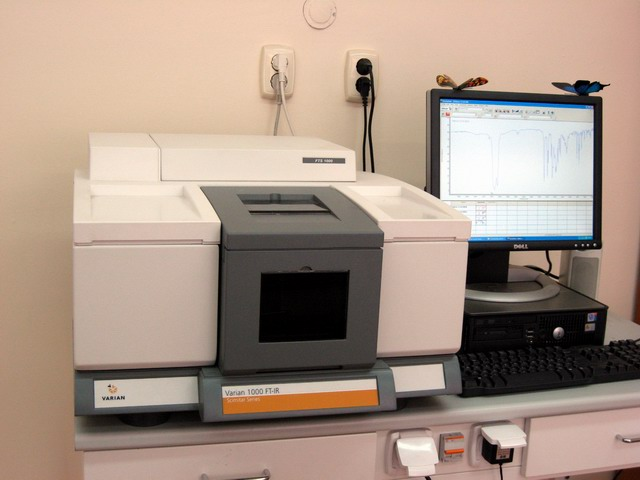
Исследовательский ИК спектрометр Varian Scimitar 1000 FT-IR

Инфракрасный спектрометр — прибор для регистрации инфракрасных спектров поглощения, пропускания или отражения веществ.

## Дисперсионные ИК-спектрометры

Оптическая схема двулучевого дисперсионного ИК-спектрометра: 1 — источник, 2 — образец, 3 — луч, проходящий через образец, 3' — луч сравнения, 4 — зеркало с секторами, 5 — щели, 6 — решётка, 7 — детектор

Типичный дисперсионный ИК-спектрометр функционирует следующим образом. Излучение от полихроматического источника проходит через кювету с образцом, а затем попадает на монохроматор, в качестве которого выступает призма либо дифракционная решётка. Далее инфракрасное излучение, разложенное в спектр, проходит через узкую щель, позволяющую выбрать необходимый спектральный диапазон и направить его на детектор, где происходит определение его интенсивности. Проход по всему спектральному диапазону достигается за счёт поворота призмы или дифракционной решётки: при этом в щель поочерёдно попадает излучение с разными длинами волн, что позволяет записать спектр.
Обычно дисперсионный прибор имеет двухлучевую оптическую схему. В нём регистрируется интенсивность не только пучка, проходящего через образец, но и пучка сравнения, который проходит через пустую кювету или кювету, заполненную чистым растворителем. Далее оба пучка поочерёдно попадают на монохроматор и детектор, где их интенсивности сравниваются. Конструкционно это достигается при помощи круглого зеркала, в котором часть секторов зеркальная, а часть пустая. Такое строение зеркала позволяет либо пропускать на детектор луч от образца, либо отражать на детектор луч сравнения, а за счёт вращения зеркала эти фазы быстро чередуются. Частное от деления интенсивности пучка от образца на интенсивность пучка сравнения даёт искомую величину пропускания T (англ. transmittance, %).

## Фурье-ИК-спектрометры

Схема оптического Фурье-спектрометра.
1 — Источник белого света или исследуемый источник;
2 — Линза коллиматора;
3 — Кювета с исследуемым веществом;
4 — Опорный (эталонный) лазер;
5 — Вспомогательные зеркала опорного пучка от лазера;
6 — Фотоприёмник опорного пучка;
7 — Неподвижное зеркало;
8 — Подвижное зеркало;
9 — Механический привод подвижного зеркала;
10 — Объектив фотоприёмника;
11 — Фотоприёмник;
12 — Управляющий и обрабатывающий интерферограмму компьютер;
13 — Светоделительная пластинка.

### Общее устройство
Основным элементом инфракрасного спектрометра с преобразованием Фурье является интерферометр Майкельсона, который работает следующим образом. Луч когерентного света падает на светоделитель, в результате чего получаются два луча примерно одинаковой интенсивности. Далее каждый из этих лучей отражается от своего зеркала и возвращается на светоделитель, где лучи объединяются, создают интерференцию и попадают на детектор. Одно из зеркал в интерферометре является подвижным: его положение постоянно изменяется, за счёт чего возникает меняющаяся разность хода. В зависимости от величины разности хода лучи соединяются в фазе или противофазе, что приводит к положительной или отрицательной интерференции.
При прохождении через интерферометр монохроматического излучения сигнал имеет вид синусоиды, частота которой пропорциональна волновому числу. Однако в ИК-спектрометрах используется полихроматическое инфракрасное излучение, поэтому синусоиды разных частот накладываются, образуя сложную картину, называемую интерферограммой. Интерферограмму можно превратить в инфракрасный спектр при помощи преобразования Фурье.
Образец в этих приборах располагается между интерферометром и детектором, в отличие от дисперсионных спектрометров, где образец помещают между источником и монохроматором. Кроме того, Фурье-ИК-спектрометры обычно работают в однолучевом режиме: поочерёдно записываются два спектра (с образцом и без него), а их разность и даёт спектр поглощения образца.

### Оптика
Оптические элементы инфракрасного спектрометра (кюветы, линзы, а для дисперсионного прибора — и призма) должны быть прозрачны для ИК-излучения. Поскольку стекло и кварц этому требованию не удовлетворяют, используются другие оптические материалы.
| Материал         | Область прозрачности (50 %) | Область прозрачности (50 %) | Примечания                                                                                  |
| Материал         | мкм                         | см−1                        | Примечания                                                                                  |
| ---------------- | --------------------------- | --------------------------- | ------------------------------------------------------------------------------------------- |
| Кварцевое стекло | 0,25—3,3                    | 40 000—3000                 |                                                                                             |
| LiF              | 0,12—7,0                    | 83 000—1400                 | Слегка растворим в воде                                                                     |
| CaF2             | 0,13—11,0                   | 77 000—900                  | Относительно нерастворим в воде, устойчив к большинству кислот и щелочей                    |
| NaCl KCl         | 0,25—16 0,30—20             | 40 000—625 33 333—500       | Растворим в спирте и воде, дёшев, применяются для ИК-окон                                   |
| AgCl AgBr        | 0,4—30 0,45—30              | 25 000—333 22 222—333       | Нерастворимы в воде, растворимы в кислотах, чувствительны к УФ-излучению                    |
| KBr              | 0,23—25                     | 43 500—400                  | Хорошо растворим в воде, этаноле и глицерине, немного — в эфире, гигроскопичен              |
| CsBr             | 0,24—40                     | 41 666—250                  | Растворим в воде и кислотах, очень гигроскопичен                                            |
| ZnSe             | 0,5—20                      | 20 000—500                  | Относительно нерастворим в воде, устойчив к кислотам и основаниям, подходит для НПВО        |
| Ge               | 2—18                        | 5000—555                    | Нерастворим в воде, растворим в горячей серной кислоте и аммиаке, пригоден для НПВО         |
| KRS-5            | 0,6—38                      | 16 666—263                  | Слегка растворим в воде, растворим в щелочах, не гигроскопичен, токсичен, подходит для НПВО |

### Детектор
Для регистрации инфракрасного излучения в спектрометрах используются методы, позволяющие быстро и с высокой точностью определять температуру. Раньше в приборах для этой цели использовали термоэлементы или ячейку Голея. Действие последней основано на расширении газа: камера, наполненная ксеноном и закрытая с одной стороны гибкой мембраной, нагревается падающим инфракрасным излучением. Газ при нагревании расширяется и деформирует мембрану, положение которой фиксируется с помощью светового указателя.